# Liste der Todesfälle bei der Rallye Dakar
Die Rallye Dakar (früher: Paris-Dakar) hat von 1978 bis heute mehr als 70 bekannt gewordene Todesopfer gefordert. Die bislang letzten Todesfälle bei der Rallye Dakar ereigneten sich im Januar 2024.

## Situation

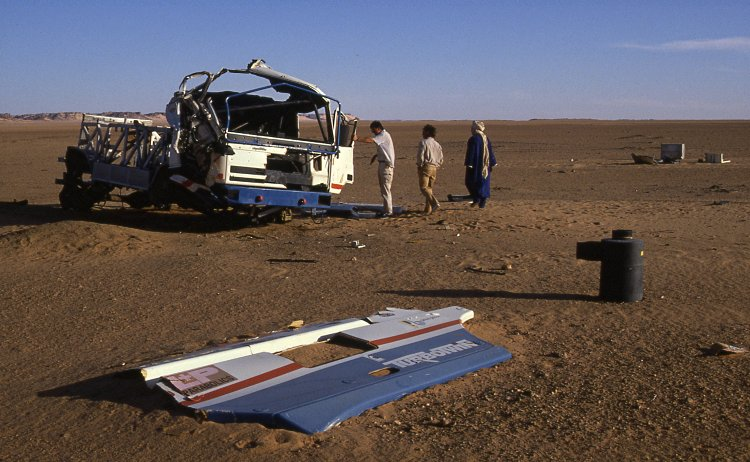
Wrack des im Januar 1988 mit Todesfolge (Kees van Loevezijn) verunglückten DAF FAV3600 95X2 TurboTwin in der nördlichen Ténéré

Bei den Teilnehmern der Rallye verunglückten vor allem Motorradfahrer tödlich; so auch der Sieger von 2001 und 2002, Fabrizio Meoni, im Jahr 2005. Bei der Dakar 2006 starben der australische Motorradfahrer Andy Caldecott und zwei junge Zuschauer. Daher wurde die Zeitnahme am letzten Renntag ausgesetzt. Aufgrund der zahlreichen Opfer unter den Zuschauern gilt innerhalb der Ortschaften seit einigen Jahren ein Tempolimit, bei dessen ermittelter Übertretung drastische Zeitstrafen verhängt werden.
Auch bei der Ausgabe 2007, die von Lissabon nach Dakar führte, gab es zwei Todesopfer. Auf der 4. Etappe starb der 29-jährige südafrikanische Motorradfahrer Elmer Symons nach einem Unfall. Auf der 14. Etappe starb der 42-jährige französische Motorradfahrer Éric Aubijoux. Die Todesursache wurde nicht eindeutig geklärt.
Bei der Dakar 2009 starb der französische Amateurfahrer Pascal Terry an einem Herzinfarkt infolge eines Lungenödems. Seinem Motorrad war zuvor der Treibstoff ausgegangen, wodurch er nicht mehr weiterfahren konnte. Seine Leiche wurde erst vier Tage später gefunden.
Beim Auftakt 2010 kam der deutsche Fahrer Mirco Schultis bereits in der ersten Prüfung in einer Kurve von der Straße ab und erfasste eine Zuschauergruppe. Es wurden fünf Menschen schwer verletzt, darunter auch eine 28-jährige Zuschauerin, die später im Krankenhaus verstarb. Mirco Schultis zeigte sich schockiert und versuchte alles, um den Verletzten zu helfen. Er gab das Rennen noch am gleichen Tag auf. Die Rennleitung der Rallye Dakar behauptet, dass sich der Unfall an einer für Zuschauer nicht freigegebenen Kurve ereignete, argentinischen Medien zufolge beobachteten die Betroffenen die Fahrzeuge jedoch von ihrem eigenen Grundstück aus.
Bei der elften Etappe der Dakar 2011 kam es in Tinogasta, in der Provinz Catamarca, zu einem schweren Unfall mit dem Rallye-Wagen der argentinischen Fahrer Eduardo Amor und Horacio Alejandro Fenoglio. Ihr Toyota verunglückte um etwa 6 Uhr Ortszeit mit dem Pickup eines einheimischen Landarbeiters, welcher bei der Kollision schwer verletzt wurde und später im Krankenhaus verstarb. Der Einheimische ist das 60. Todesopfer bei der Rallye Dakar.
Am ersten Tag der Dakar 2012 verunglückte der argentinische Motorradrennfahrer Jorge Andrés Boero tödlich.
Bei der 43. Rallye Dakar im Jahr 2021 erlag der französische Amateur-Motorradfahrer Pierre Cherpin am 14. Januar 2021 beim Transfer in die Heimat seinen schweren Kopfverletzungen. Er zog sie sich am 10. Januar bei einem Sturz auf der siebten Etappe zu. Ein Ärzteteam fand ihn bewusstlos auf und brachte ihn ins Krankenhaus, wo er ins künstliche Koma versetzt wurde.

## Übersicht
| Jahr    | Name                                                      | Rolle während der Rallye    | Bemerkungen |
| ------- | --------------------------------------------------------- | --------------------------- | --- |
| 1978/79 | Patrice Dodin                                             | Teilnehmer (Motorrad)       | vor dem Start der Etappe Agadez—Tahoua gestürzt |
| 1980/81 | Andrea Carisi Giuseppe De Tommaso Franco Druetta          | Organisation                | Journalist, Techniker |
| 1981/82 | Bert Oosterhuis                                           | Teilnehmer (Motorrad)       | |
| 1981/82 | Ursula Zentsch                                            | Journalistin                | |
| 1981/82 |                                                           | Zuschauer (Kind)            | Unfall ereignete sich in Mali |
| 1982/83 | Jean-Noël Pineau                                          | Teilnehmer (Motorrad)       | |
| 1982/83 |                                                           | Zuschauer (Kind)            | Unfall ereignete sich in Mali |
| 1983/84 |                                                           | Zuschauerin                 | in Obervolta von Range Rover überrollt |
| 1984/85 |                                                           | Zuschauer (Kind)            | Unfall ereignete sich in Niger |
| 1984/85 |                                                           | Zuschauer                   | Hubschrauberunfall in Marokko |
| 1985/86 | Yasuo Kaneko                                              | Teilnehmer (Motorrad)       | |
| 1985/86 | Thierry Sabine                                            | Organisation                | Rallye-Direktor, Hubschrauberabsturz in Mali am 14. Januar 1986                                                                                              |
| 1985/86 | François-Xavier Bagnoud                                   | Organisation                | Pilot, Hubschrauberabsturz in Mali am 14. Januar 1986 |
| 1985/86 | Daniel Balavoine                                          | Organisation                | Popsänger, Hubschrauberabsturz in Mali am 14. Januar 1986 |
| 1985/86 | Nathalie Odent                                            | Journalistin                | Hubschrauberabsturz in Mali am 14. Januar 1986 |
| 1985/86 | Jean-Paul Fur                                             | Organisation                | Fernsehtechniker, Hubschrauberabsturz in Mali am 14. Januar 1986                                                                                             |
| 1985/86 | Jean-Paolo Marinoni                                       | Teilnehmer (Motorrad)       | |
| 1986/87 | Henri Mouren                                              | Organisation                | |
| 1987/88 | Kees van Loevezijn                                        | Teilnehmer (LKW)            | Truck-Navigator |
| 1987/88 | Patrick Canado                                            | Teilnehmer (PKW)            | Pkw-Fahrer |
| 1987/88 | Baye Sibi                                                 | Zuschauer (Kind)            | Unfall ereignete sich in Mali |
| 1987/88 | Jean-Claude Huger                                         | Teilnehmer (Motorrad)       | |
| 1987/88 |                                                           | Zuschauerin                 | aus Mauretanien |
| 1987/88 |                                                           | Zuschauer (Kind)            | aus Mauretanien |
| 1989/90 | Kaj Salminen                                              | Journalist                  | |
| 1989/90 | Charles Cabannes                                          | Servicemann                 | Mord |
| 1989/90 | Petitjean                                                 | Organisation                | Arzt |
| 1991/92 | zwei Personen                                             | Begleitfahrer               | |
| 1991/92 | Gilles Lalay                                              | Teilnehmer (Motorrad)       | Frontalzusammenprall mit einem, entgegen der Fahrtrichtung fahrenden, Fahrzeug der Rallye Orga                                                               |
| 1993/94 | Michel Sansen                                             | Teilnehmer (Motorrad)       | |
| 1995/96 | Laurent Gueguen                                           | Teilnehmer (LKW)            | fuhr über eine zurückgelassene Landmine aus dem Konflikt zwischen der marokkanischen Armee und der Frente Polisario                                          |
| 1995/96 |                                                           | Zuschauer (Kind)            | aus Guinea |
| 1996/97 | Jean-Pierre Leduc                                         | Teilnehmer (Motorrad)       | |
| 1997/98 | fünf Personen                                             | Unbeteiligt                 | nach Frontalzusammenprall in Mauretanien |
| 2001/02 | Daniel Vergnes                                            | Begleitperson               | Toyota |
| 2002/03 | Bruno Cauvy                                               | Teilnehmer (PKW)            | Beifahrer |
| 2004/05 | José Manuel Perez                                         | Teilnehmer (Motorrad)       | |
| 2004/05 | Fabrizio Meoni                                            | Teilnehmer (Motorrad)       | |
| 2004/05 | zwei Personen                                             | Zuschauer                   | nach Motorradunfall |
| 2004/05 |                                                           | Zuschauer (Kind)            | nach Truck-Unfall |
| 2005/06 | Andy Caldecott                                            | Teilnehmer (Motorrad)       | in der neunten Etappe nach etwa 250 km zwischen Nouakchott und Kiffa                                                                                         |
| 2005/06 | Boubacar Diallo                                           | Zuschauer (Kind)            | nach Unfall mit Begleitfahrzeug |
| 2005/06 | Mohamed N’Daw                                             | Zuschauer (Kind)            | nach Unfall mit Pkw |
| 2007    | Elmer Symons                                              | Teilnehmer (Motorrad)       | 142 Kilometer nach dem Start der 4. Etappe von Er Rachidia nach Ouarzazate                                                                                   |
| 2007    | Éric Aubijoux                                             | Teilnehmer (Motorrad)       | nach 14. Etappe infolge eines Herzinfarktes |
| 2009    | Pascal Terry                                              | Teilnehmer (Motorrad)       | Herzinfarkt infolge eines Lungenödems |
| 2009    | Roberto de la Cruz Vera Hernández Freddy Arucutipa Torres | Helfer in Transportfahrzeug | |
| 2010    | Natalia Sonia Gallardo                                    | Zuschauerin                 | 28 Jahre alt, Unfall |
| 2011    | Marcelo Reales                                            | Zuschauer                   | bei Verkehrsunfall mit einem der Teilnehmer |
| 2012    | Jorge Andrés Boero                                        | Teilnehmer (Motorrad)       | Herzstillstand nach Sturz |
| 2012    |                                                           | Zuschauer                   | bei Verkehrsunfall mit Toyota-Team Eduardo Amor/Horacio Alejandro Fenoglio (Argentinien) in der Nähe der Stadt Tinogasta (Provinz Catamarca) mit dem Pick-up |
| 2013    | zwei Personen                                             | Unbeteiligt                 | bei Verkehrsunfall mit einem Begleitfahrzeug und zwei Taxen kamen zwei Menschen ums Leben                                                                    |
| 2013    | Thomas Bourgin                                            | Teilnehmer (Motorrad)       | bei Verkehrsunfall mit einem entgegenkommenden Polizeifahrzeug                                                                                               |
| 2014    | Agustin Mina (20) Daniel Ambrosio (51)                    | Journalisten                | Die zwei Mitarbeiter einer argentinischen Nachrichtenagentur starben, als ihr Fahrzeug am 9. Januar 2014 in eine Schlucht stürzte                            |
| 2014    | Eric Palante (50)                                         | Teilnehmer (Motorrad)       | Bei der 5. Etappe (Chilecito–Tucuman) am 10. Januar 2014 leblos aufgefunden. Als Todesursache wurde Hyperthermie festgestellt.                               |
| 2015    | Michal Hernik (39)                                        | Teilnehmer (Motorrad)       | Bei der 3. Etappe (San Juan–Chilecito) am 6. Januar 2015 leblos aufgefunden. Als Todesursache wurde Dehydratation festgestellt.                              |
| 2016    |                                                           | Zuschauer                   | Kollision des Fahrzeugs von Lionel Baud mit einem Zuschauer                                                                                                  |
| 2020    | Paulo Gonçalves (40)                                      | Teilnehmer (Motorrad)       | Sturz |
| 2020    | Edwin Straver (48)                                        | Teilnehmer (Motorrad)       | Sturz |
| 2021    | Pierre Cherpin (52)                                       | Teilnehmer (Motorrad)       | Sturz |
| 2022    | Quentin Lavalee                                           | Mechaniker                  | Verkehrsunfall mit einem einheimischen LKW auf Unterstützungsroute                                                                                           |
| 2023    | Unbekannt                                                 | Zuschauer                   | Verstarb an einem Herzinfarkt nach einem Unfall mit Aleš Loprais am 10. Januar 2023                                                                          |
| 2024    | Carles Falcón (45)                                        | Teilnehmer (Motorrad)       | Nach Sturz am 7. Januar 2024 erlitt Falcón während der zweiten Etappe eine schwere Kopfverletzung, an der er am 15. Januar 2024 verstarb.                    |